# 2008 في الصين
فيما يلي قوائم الأحداث التي وقعت خلال عام 2008 في الصين.

## أحداث
- 8 أغسطس – الألعاب الأولمبية الصيفية 2008
- 12 مايو – زلزال سيتشوان 2008

## سياسة

### تعيين في المنصب
- 15 مارس – شي جين بينغ نائب رئيس جمهورية الصين الشعبية.
- 17 مارس – لي كه تشيانغ نائب رئيس مجلس الدولة في جمهورية الصين الشعبية.

### انتهاء فترة المنصب
- 1 يناير – تشو يونغ كانغ عضو مجلس الدولة لجمهورية الصين الشعبية.
- 17 مارس – وو يي نائب رئيس مجلس الدولة في جمهورية الصين الشعبية.

## رياضة
- 1 يناير – انطلاق منافسات كرة المضرب في الألعاب الأولمبية الصيفية 2008

## أفلام
من الأفلام التي صدرت هذه السنة في الصين:
- 1 يناير – المملكة المحرمة
- 1 يناير – المومياء: قبر إمبراطور التنين من إخراج روب كوهين.
- 1 يناير – شاولين كرة السلة من إخراج Kevin Chu [الإنجليزية]‏.
- 4 أبريل – المملكة المحرمة من إخراج روب مينكوف.

## برامج ومسلسلات وأنمي
- الأسطورة بروس لي

## وفيات

### يوليو
- 9 يوليو – تشنغ وينشان (مواليد 1929)
- 9 يوليو – رينيه دنكور (مواليد 1925) أول ملكة جمال في تاريخ العراق.

### أغسطس
- 2 أغسطس – فوجيو أكاتسوكا (مواليد 1935) مانغاكا ياباني.
- 20 أغسطس – هوا جيو فينج (مواليد 1921) سياسي صيني.

### أكتوبر
- 5 أكتوبر – كيم تشان (مواليد 1917) ممثل صيني.